# Erik Johansson (football)
Pour les articles homonymes, voir Erik Johansson.
Erik Johansson est un footballeur suédois, né le 30 décembre 1988. Il évolue au poste de défenseur.

## Biographie

### En club
Erik Johansson commence au Falkenbergs FF en deuxième division. À l'origine, il est souvent utilisé comme milieu défensif. En septembre 2011, le défenseur est transféré à GAIS Göteborg, une équipe évoluant en première division. En 2012, l'équipe est rétrogradée en deuxième division, mais Johansson est néanmoins élu joueur de l'année. En janvier 2013, il signe au Malmö FF pour une durée de quatre ans.
En juillet 2015, Erik Johansson signe un contrat jusqu'en 2019 avec La Gantoise, le champion de la saison 2014-2015 du Championnat de Belgique de football.
Le 27 juin 2018, il s'engage avec le Djurgårdens IF.  

### En équipe nationale
Le 21 janvier 2014, il dispute un match amical contre l'équipe d'Islande avec équipe nationale suédoise. Ce jour-là, sa sélection gagne 0–2.

## Palmarès
- Malmö FF
  - Championnat de Suède de football
    - Vainqueur :  2013 et 2014

  - Supercoupe de Suède de football
    - Vainqueur :  2013

- FC Copenhague
  - Championnat du Danemark
    - Champion : 2016 et 2017

  - Coupe du Danemark
    - Vainqueur : 2016 et 2017